# 10724 Carolraymond
10724 Carolraymond este un asteroid din centura principală de asteroizi.

## Descriere
10724 Carolraymond este un asteroid din centura principală de asteroizi. A fost descoperit pe 5 noiembrie 1986 la Stația Anderson Mesa de Edward L. G. Bowell. Asteroidul prezintă o orbită caracterizată de o semiaxă mare de 2,35 ua, o excentricitate de 0,09 și o înclinație de 5,8° în raport cu ecliptica.